# ユラレル (アルバム)
『ユラレル』は、日本のシンガーソングライターみゆなの2枚目のミニ・アルバム。2019年9月18日発売。発売元はA.S.A.B。

## 概要
- みゆな2作目のアルバム。
- A.S.A.B (avex) からのCDリリースはこの作品が初である。

## チャート成績
オリコン2019年9月30日付の週間ランキングで最高52位を記録。

## 収録曲
全7曲 
- ユラレル
作詞：みゆな、作曲：TSUGE、編曲：TSUGE、越川歩、中村哲
映画『見えない目撃者』主題歌[3][4][5][6][7][8]。
- グルグル
作詞：みゆな、作曲：TSUGE、編曲：TSUGE
- 僕と君のララバイ
作詞：みゆな/佐伯ユウスケ、作曲・編曲：佐伯ユウスケ
テレビ東京系列アニメ『FAIRY TAIL』エンディングテーマ[9]。
- 缶ビール
作詞・作曲：みゆな、編曲：Shin Sakiura
2019年年末の『カウントダウンTV2019 - 2020』にて披露した曲[10]。
- くちなしの言葉
作詞・作曲：みゆな、編曲：深沼元昭
オムニバス映画『ナツノヨゾラ』主題歌[11]。
- 進め
作詞・作曲：みゆな、編曲：Soma Genda
- 生きなきゃ
作詞・作曲：みゆな、編曲：Soma Genda